# 矢板郵便局
矢板郵便局（やいたゆうびんきょく）は、栃木県矢板市にある郵便局。民営化前の分類では集配普通郵便局であった。

## 概要
住所：〒329-2199 栃木県矢板市扇町2-1-27

## 沿革
- 1874年（明治7年）12月16日 - 矢板郵便取扱所として開設[1]。
- 1875年（明治8年）1月1日 - 矢板郵便局（五等）となる。
- 1881年（明治14年）7月1日 - 為替取扱を開始。同年8月29日より貯金取扱を開始。
- 1901年（明治34年）3月26日 - 矢板郵便電信局となる。
- 1903年（明治36年）4月1日 - 通信官署官制の施行に伴い矢板郵便局となる。
- 1956年（昭和31年）12月15日 - 泉郵便局から電話交換事務の取扱を移管[2]。
- 1966年（昭和41年）4月19日 - 電話交換および和文電報配達業務を矢板電報電話局に移管。
- 1966年（昭和41年）9月5日 - 特定郵便局から普通郵便局に局種別改定。
- 1971年（昭和46年）3月 - 局舎新築落成。
- 2000年（平成12年）8月14日 - 外国通貨の両替および旅行小切手の売買に関する業務取扱を開始。
- 2005年（平成17年）3月28日 - 片岡郵便局および泉郵便局からそれぞれ「329-15xx」「329-25xx」区域の集配業務を移管[3]。
- 2007年（平成19年）10月1日 - 民営化に伴い、併設された郵便事業矢板支店に一部業務を移管。
- 2012年（平成24年）10月1日 - 日本郵便株式会社の発足に伴い、郵便事業矢板支店を矢板郵便局に統合。

## 取扱内容
- 郵便、印紙、ゆうパック、内容証明
- 貯金、為替、振替、振込、国際送金、国債、投資信託
- 生命保険、バイク自賠責保険、自動車保険、がん保険、引受条件緩和型医療保険
- ゆうちょ銀行ATM
- 「329-15xx」「329-21xx」「329-25xx」区域（矢板市の全域）の集配業務
- ゆうゆう窓口

## 周辺
- 矢板市役所
- 長峰公園
- 矢板中央高等学校
- 国道461号

## アクセス
- 東日本旅客鉄道（JR東日本）東北本線（宇都宮線）矢板駅から徒歩約6分
- 矢板市営バス 足利銀行前停留所下車
- 東北自動車道 矢板ICから北へ約6km
- 駐車場あり：7台